# Джемба-Джемба, Эрик
Эри́к Даниэ́ль Джемба́-Джемба́ (фр. Eric Daniel Djemba-Djemba; 4 мая 1981, Дуала) — камерунский футболист, полузащитник. Выступал за сборную Камеруна.

## Биография
Эрик Джемба-Джемба впервые получил известность, выступая за французский «Нант». Он получил репутацию решительного и неуступчивого борца за мячи, выступая на позиции опорного полузащитника. Эриком заинтересовался английский «Манчестер Юнайтед», и летом 2003 года камерунец перешёл в «Юнайтед» за 3,5 млн фунтов Алекс Фергюсон тогда искал полузащитника, который мог стать преемником Роя Кина, которому уже было 32 года.
Переехав в Англию, Джемба-Джемба оставался неизвестным для большинства болельщиков и комментаторов. Свой агрессивный стиль игры Эрик продемонстрировал уже в своём дебютном матче против «Арсенала» в Суперкубке Англии, совершив очень жёсткий подкат против Сола Кэмпбелла — Арсен Венгер назвал игру камерунца «грязной».
Камерунец провёл на «Олд Траффорд» лишь 18 месяцев и не смог закрепиться в основном составе клуба. «Юнайтед» находился в фазе перестройки команды, проводилась постоянная ротация игроков, но Джемба-Джемба не смог доказать, что он достоин стать преемником Роя Кина.
В январе 2005 года Джемба-Джемба был продан в «Астон Виллу» за 1,5 млн фунтов Однако и в этом клубе камерунцу не удалось доказать свою состоятельность. В сезоне 2006/07 Джемба-Джемба сыграл лишь один матч, выйдя на замену в конце встречи первого тура чемпионата, после чего новый главный тренер «Виллы» Мартин О’Нил не доверял ему место в основе. В итоге Эрик был отдан в аренду в клуб Чемпионата Футбольной лиги «Бернли» в январское трансферное окно до окончания сезона.
Дебют Эрика за «Бернли» состоялся 13 января 2007 года в матче против «Саутгемптона», в котором камерунец сыграл все 90 минут. В целом Джемба-Джемба оставил положительное впечатление по своим выступлениям за «бордовых».
В июле 2007 года Эрик не был включён в состав «Астон Виллы» на предсезонный североамериканский тур команды. 2 августа 2007 года «Астон Вилла» расторгла контракт с футболистом.
Джемба-Джемба входил в состав сборной Камеруна, выигравшей Кубок африканских наций 2002 года и занявшей второе место на Кубке конфедераций 2003 года. Он также сыграл на чемпионате мира 2002 года.
16 июля 2008 года Джемба-Джемба подписал трёхлетний контракт с датским клубом «Оденсе». Свой первый матч за новый клуб он провёл в рамках Кубка Интертото против своей бывшей команды «Астон Вилла». «Оденсе» уступил по сумме двух встреч со счётом 3:2.
В августе 2012 года перешёл в израильский «Хапоэль» из Тель-Авива.